# Artur I. Bretaňský
Artur I. Bretaňský (bretonsky Arthur Plantagenêt, francouzsky Arthur Plantagenêt, 29. března 1187 Nantes – 3. dubna 1203) byl bretaňský vévoda a následník anglického trůnu.[zdroj?]

## Život

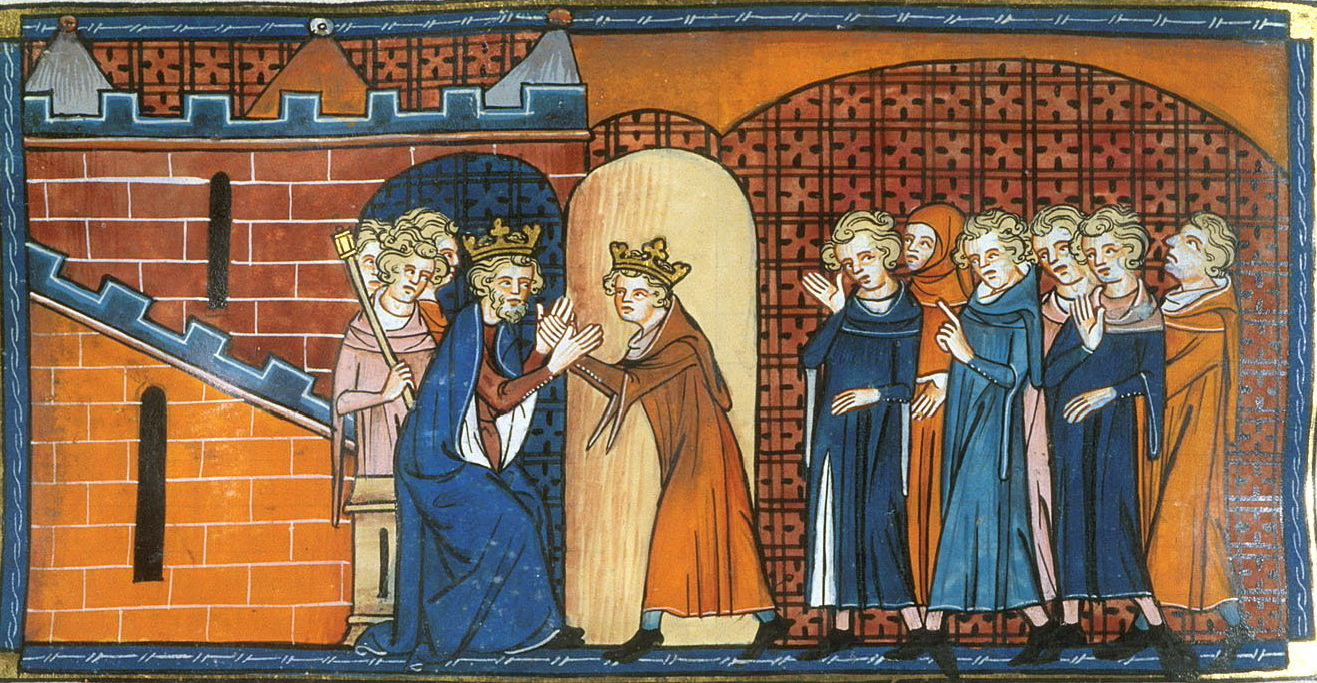
Artur jako bretaňský vévoda skládá lenní hold králi Filipovi II. (středověká iluminace)

Artur se narodil na jaře roku 1187 jako pohrobek Geoffroye Plantageneta. Jeho matka byla Konstancie, dcera a dědička bretaňského vévody Conana Bretaňského. Vévoda Geoffroy pobýval v létě 1186 během revolty proti svému otci, anglickému králi Jindřichu II. Plantagenetovi, na francouzském královském dvoře a tam v důsledku náhlé nemoci či zranění při turnaji nečekaně zemřel.
V roce 1190 byl Artur svým strýcem, anglickým králem Richardem Lví srdce, prohlášen dědicem anglického trůnu a anglických teritorií ve Francii.[zdroj?] Richardovým úmyslem bylo, aby po něm následoval synovec Artur a nikoliv jeho vlastní nejmladší bratr, pozdější král Jan Bezzemek.[zdroj?] Artur však anglického trůnu nedosáhl. Byl uvězněn na hradě v Rouenu a zemřel v roce 1203. Neuskutečnil se tak jeho plánovaný sňatek s dcerou Filipa Augusta. Příčina Arturovy smrti ani další její okolnosti nejsou známy.